# بخش بولشرچنسکی
بخش بولشرچنسکی (به لاتین: Bolsherechensky District) یک منطقهٔ مسکونی در روسیه است که در استان اومسک واقع شده‌است.